# تقنين الائتمان
تقنين الائتمان (بالإنجليزية: Credit rationing)‏، هو الحد الذي يستخدمه المقرضين من توفير الائتمان الإضافي للمقترضين الذين يطلبون الأموال، حتى لو كان هذا الأخير على استعداد لدفع أسعار فوائد أعلى. يتم تقنين الائتمان عندما لا يوجد مُقْرِض على استعداد لتقديم قرض للمقترض أو المبلغ الذي يكون المقرضون على استعداد لإقراضه للمقترضين محدوداً، حتى إذا كان المقترض على استعداد لدفع أكثر من المقترضين الآخرين مع مخاطر مماثلة للذين يحصلون على القروض.